# Worms Armageddon
Worms Armageddon ist ein rundenbasiertes Strategiespiel aus dem Jahr 1999, das von Team17 entwickelt und veröffentlicht wurde. Es wurde ursprünglich für Microsoft Windows veröffentlicht und später auf PlayStation, Dreamcast, Nintendo 64 und Game Boy Color portiert. Worms Armageddon ist der dritte Teil der Worms-Reihe.
Am 20. März 2013 wurde es auf Steam digital wiederveröffentlicht. Am 6. Oktober 2016 erfolgte die Veröffentlichung bei GOG.com.

## Spielprinzip
Gameplay und Grafik ähneln sehr stark Worms 2 von 1997, wobei neue Waffen, Missionen und ausführliches Spielmenü hinzukamen. Zudem wurden neue Hintergründe für die Level bereitgestellt. Erstmals war ein Level-Editor integriert.

## Entwicklung
Das Spiel erwies sich als sehr langlebig und wurde auch 20 Jahre später noch mit einem Patch seitens des Herstellers versorgt. Dabei wurde auch die indirekte Unterstützung von Linux über die Zwischenschicht Wine durch Einführung eines OpenGL basierten Renderers verbessert.

## Rezeption
Es handele sich um eine leicht verbesserte Fortsetzung des Vorgängers. Das simple Spielprinzip bleibe weiterhin faszinierend. Des Missions-Modus kann nicht darüber hinweghelfen, dass das Spiel erst im Mehrspieler richtig begeistere. Die Übungsrunden besäßen einen sehr hohen Schwierigkeitsgrad gepaart mit harten Zeitlimits, die für Frustration sorgen können. Die witzigen Animationen der Würmer sowie die humorvollen Extrawaffen sorgen für Lacher. Es handele sich um ein fesselndes Mehrspielerspiel. Das rundenbasierte Spielprinzip nehme zwar die Hektik aus dem Geschehen, sorge aber auch für Wartezeit. Für die Portierung auf den Game Boy Color wurde Anzahl der Waffen verringert und zufallsgenerierte Karten entfernt, was sich jedoch nur wenig den Spielspaß auswirke. Die Portierung glänze durch scharfe, schnell scrollende und übersichtlich Grafik.